# 도우항
도우항은 인천광역시 옹진군 덕적면 진3리에 있는 어항이다. 2006년 8월 30일 어촌정주어항으로 지정되었다. 어항관리청은 옹진군수이다.

## 연혁
- 종전 지방어항으로 관리하여 왔으나, 2006년 6월 27일 지방어항에서 폐지됨에 따라, 2006년 8월 30일 옹진군에서 어촌정주어항으로 지정ㆍ고시하였다.[1]

## 어항구역
본 항의 어항구역은 다음과 같다.
- 수역: 도우항 서쪽 기점에서 남동쪽으로 166m, 북동쪽으로 330m, 북북서쪽으로 141m 지점을 순차적으로 연결하는 선 내의 공유수면(78,432m2)

## 어항 시설
- 선착장 244m, 호안 315m

## 기본 계획
- 호안정비 120m[2]

## 개발 계획
- 호안정비 120m[2]

## 주요 어종
- 우럭, 광어, 농어, 바다장어, 굴